# CVV 7 Pinocchio
Il Pinocchio era un aliante monoposto, ad ala alta, concepito per voli di elevata distanza e durata, che utilizzava soluzioni meccaniche vantaggiose in termini di semplicità e peso.

## Tecnica

### Cellula
La fusoliera, molto curata dal punto di vista aerodinamico, era a sezione curva con sezioni ad archi di parabola.

L'abitacolo era completamente chiuso e posteriormente raccordato con la fusoliera in modo da ottimizzare l'aerodinamica.
Gli organi di atterraggio comprendevano una singola ruota a bassa pressione, posta davanti al baricentro del velivolo, mentre mancavano completamente i pàttini (sia anteriore, sia di coda).

### Superfici alari
Caratterizzato da un'ala a sbalzo, a pianta totalmente rastremata. La struttura era monolongherone, con solette in abete, anime in compensato di betulla e bordo d'attacco in compensato resistente alla torsione.
Su entrambe le superfici dell'ala erano presenti diruttori doppi, a fessura, per fissare la velocità limite in qualsiasi assetto di volo.